# Systropus holaspis
Systropus holaspis är en tvåvingeart som beskrevs av Speiser 1914. Systropus holaspis ingår i släktet Systropus och familjen svävflugor. Inga underarter finns listade i Catalogue of Life.